# بيلا فيستا (بوينس آيرس)
بيلا فيستا (بالإسبانية: Bella Vista, Buenos Aires)‏ هي منطقة سكنية تقع في الأرجنتين في San Miguel Partido. يقدر عدد سكانها بـ 67,936 نسمة وترتفع عن سطح البحر 19 متر.

## أعلام
- روبن غلاريا
- أكسل خواريز
- جونزالو إسكالانتي